# بيتر ناور
بيتر ناور (بالدنماركية: Peter Naur)‏ (ولد في 25 أكتوبر 1928 في فريدريكسبرغ، الدنمارك - توفي في 3 يناير 2016 في هيرليف) هو عالم فلك وعالم حاسوب دنماركي، اشتهر في مجال علم الحاسوب بمساهماته في صيغة باكوس نور، فاز بجائزة تورنغ في عام 2005، ، وهي أعلى وسام في علوم الحاسب، نظرًا «لمساهماته الأساسية في تصميم لغة البرمجة (Algol 60)، وأيضا لتصميمه المترجم ( compiler)، وأيضا للفن وممارسة برمجة الحاسوب».

## حياته
في عام 1949 نال ناور درجة الماجستير في علم الفلك من جامعة كوبنهاغن، وتابع دراسته في إنجلترا في جامعة كامبردج (1950-1951)، حيث كان يعمل مع حواسيب EDSAC على الحسابات الفلكية في مدارات المذنبات والكويكبات، وأجرى مزيدًا من الأبحاث بمساعدة الحاسوب في الولايات المتحدة، وعاد ناور بعد ذلك إلى الدنمارك وعمل كمساعد علمي في المرصد الفلكي بجامعة كوبنهاغن (1953-1959) وخلالها أكمل درجة الدكتوراه (1957) في علم الفلك بالجامعة.
من عام 1959 إلى عام 1969، خدم ناور في فريق تصميم المترجم في شركة Regnecentralen وهي أول شركة حاسوب دنماركية، وقام بتدريس دورات في جامعة الدنمارك الفنية ومعهد نيلز بور في جامعة كوبنهاغن، خلال عمله في شركة Regnecentralen، قام بتنظيم نشرة Algol Bulletin وكان محررًا لتقرير عام 1960 من قبل مجموعة دولية من علماء الحاسوب الذين عرفوا لغة Algol 60. في عام 1969، أصبح ناور أستاذًا في معهد علم البيانات (Datalogy) بجامعة كوبنهاغن والذي تقاعد منه في عام 1998.

## مؤلفاته
- الحوسبة: نشاط بشري "Computing: A Human Activity" نشر عام (1992)
- القاموس المضاد للفلسفة "Anti-philosophical Dictionary" نشر عام (1999)[5]

## جوائز
بالإضافة إلى لفوزه بجائزة تورينغ، حصل ناور على ميدالية GA Hagemann الذهبية لعام 1963 من جامعة الدنمارك الفنية، وجائزة Jens Rosenkjaer لعام 1966 من الإذاعة الدنماركية، وجائزة رواد الحاسوب لعام 1986 من معهد مهندسي الكهرباء والإلكترونيات (IEEE) .